# Cantone di Gros-Morne
Il cantone di Gros-Morne è una divisione amministrativa situato nel dipartimento e regione della Martinica.

## Comuni
- Gros-Morne